# 주르지차 베도브
주르자 "주르지차" 베도브(세르비아어: Ђурђа "Ђурђица" Бједов, 크로아티아어: Ðurđa "Ðurđica" Bjedov, 1947년 4월 5일 ~ )는 유고슬라비아의 수영 선수이다.